# Liotryphon burmensis
Liotryphon burmensis là một loài tò vò trong họ Ichneumonidae.